# Karl XII:s polska fälttåg
Karl XII:s polska fälttåg var ett svenskt fälttåg under stora nordiska kriget mellan 1701/1702 och 1705/1706.

## Bakgrund
August den starke hade vunnit den polska kungakronan med vapenmakt efter ett konfliktfyllt kungaval. Till hans motståndare hörde särskilt Polens primas, kardinal Mikael Radziejowski, ärkebiskop av Gnesen, samt det mäktiga huset Sapieha i Litauen. Dessa hade visserligen försonats med kung August 1698, men denna uppgörelse stod på osäker grund. August betraktade därför anfallet mot Livland som ett gynnsamt tillfälle för att genom den av Patkul förespeglade lättvunna erövringen både stärka sin auktoritet hos polackerna i allmänhet och genom sina sachsiska trupper och den påräknade hjälpen från tsar Peter fullständigt tygla de opålitliga elementen i Polen. De motgångar som han redan från början möttes av bragte emellertid dessa förhoppningar på skam, och Augusts gamla motståndare, som uppriktigt gladde sig över att hans makt försvagades, skyndade sig att betona att Polen inte deltog i kriget mot Sverige. Denna polska söndring utnyttjade Karl XII: han tillkännagav sin önskan att leva i fred med Polen, men förklarade att en nödvändig förutsättning för ett fredligt förhållande var att tillräckliga garantier skapades mot den fredsbrytande kungens tilltag, vare sig detta skedde genom att han avlägsnades från tronen eller på något annat sätt. Således vände Karl XII sina vapen mot August, men inte mot Polen, och han uppmanade nu alla lojala polacker att medverka till dennes oskadliggörande.
Utan att göra kung Augusts avsättande till ett absolut villkor syftade dock Karl XII med alla sina åtgärder mot detta mål. Hans önskan var att skapa en så kraftfull polsk regering att denna skulle klara av att hålla sig oberoende av de mot Sverige öppet eller hemligt fientliga grannarna, samt vid behov kunna samverka mot dessa. Detta polska rekonstruktionsarbete var synnerligen vanskligt genom de polska magnathusens opålitlighet och inbördes osämja samt det understöd som August erhöll från ryssarna, dels direkt i form av ryska hjälpsändningar, dels indirekt i form av en välvillig behandling från tsarens sida, vilket möjliggjorde ostörda truppförflyttningar mellan Sachsen och Polen genom Schlesien.

## Intåg i Polen

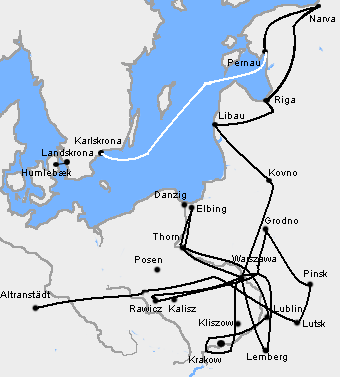
Fälttågen i Polen.

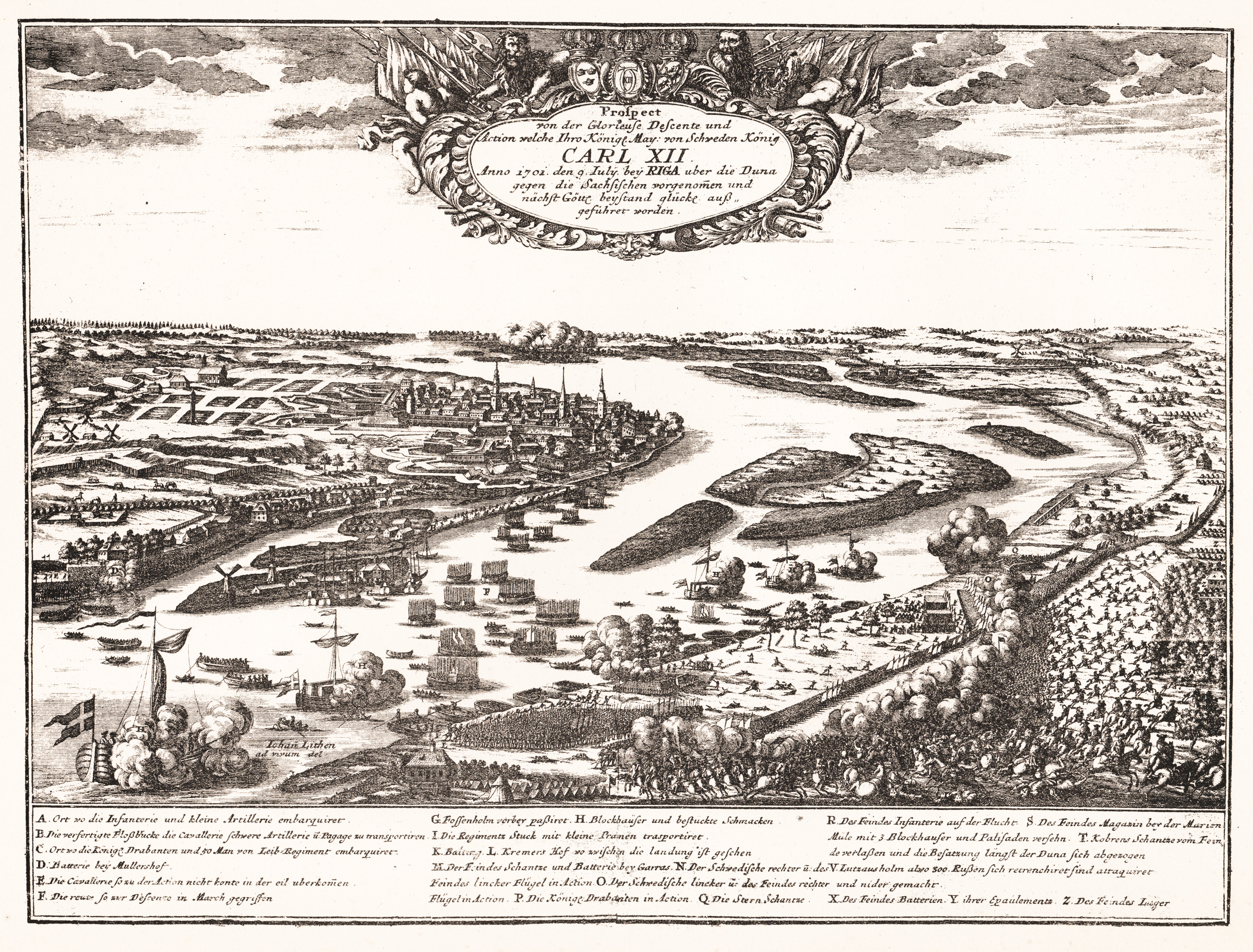
Karl XII går över floden Daugava och drabbar samman med sachsarna. Samtida kopparstick av Johan Lithen.

När Danmark hade tvingats till fred 1700, och den ryska armén hade besegrats vid Narva i november samma år, gick Karls plan ut på att slå den sachsiska armén. Detta var nödvändigt för att med relativt säkrad rygg kunna marschera mot Pskov och Moskva i syfte att besegra Ryssland slutgiltigt. Den första planen gick alltså inte ut på att nödvändigtvis tåga in i Polen, då det skulle tillåta tsar Peter att föra krig i Sveriges rygg; mot Estland, Livland och Finland utan att svensken skulle ha några större krafter att sätta emot. Nära det svenska Riga, vid floden Daugava, möttes svenskar och sachsare den nionde juli 1701. Sachsarna hade grupperat sig till försvarsställningar med artilleri söder om den nästan en kilometer breda floden. Man lyckades föra trupper över utan större förluster (omkring 100 döda) och fördriva sachsarna. Dock hade den sachsiska armén (som även förstärkts av ryssar) kunnat retirera med större delen av styrkan kvar. Karl hade nu att välja på att antingen tåga in i Polen och få ryssen i ryggen eller tvärtom. Han valde att invadera Polen - därmed så var fälttåget inlett.
Såväl tidigare som särskilt sedan han i januari 1702 gått in i Polen och i slaget vid Klissow den 9 juli rivit upp Augusts armé och därefter överrumplat Krakow (besatt av svenska trupper 1702-1704), hade Karl XII haft tankar på att genom infall i Sachsen snabbt betvinga sin motståndare. Han avstod emellertid från detta, dels på grund av sjömakternas påpekanden att en sådan operation in i det tysk-romerska riket skulle gynna den franske kungen Ludvig XIV, som genom det spanska tronföljdskriget låg i krig med den tysk-romerske kejsaren Leopold I. Dels avstod han från detta med hänsyn till att det var önskvärt att inom Polen organisera en allmän opposition mot August. Karl XII:s krigsrörelser under de närmast följande åren gick därför ut på att tillintetgöra Augusts polska resurser och de trupper som han från Sachsen hade dragit in dit. Därigenom borde det stå klart för polackerna att den enda säkra vägen till fred var att definitivt avsätta kung August.
Den svenske kungen lät nu sina trupper vila ut i trakten av Krakow, där han i september bröt sitt vänstra lårben då hans häst störtade, så att han för framtiden blev låghalt. Som guvernör i Krakow fick Magnus Stenbock uppgiften att driva in kontributioner i alla dess former från dom Polska borgarna och bönderna med Krakow som mittpunkt. Syftet var delvis att skrämma den Polska befolkningen till underkastelse genom att visa upp vapenmakten i områden som ej hittills kommit under Svensk överhöghet. Samtidigt beslagtogs livsmedel för försörjning av dom Svenska trupperna samt guld, silver, juveler och andra värdesaker inklusive böcker som ofta skickades hem till Sverige.  Under tiden hade August i augusti försökt sökt samla sina anhängare i Sandomierz för att få till stånd en konfederation, och därefter gått utför Weichsel för att genom vapenmakt hålla det opålitliga Storpolen i schack, stärka sina anhängare där och i Västpreussen, samt även försökt få stöd från kung Fredrik I av Preussen. Karl XII följde på våren 1703 efter August, besegrade det sachsiska kavalleriet i slaget vid Pultusk den 21 april samt inneslöt den starkt befästa staden Thorn, som efter en belägring tvingades att kapitulera den 4 oktober.
Genom sin hotande maktställning vid Thorn förmådde Karl XII den preussiske kungen att i rak motsats till Augusts önskningar sluta förbund med Sverige, och likaså förnyade han sitt förbund med sjömakterna. Kung August försökte nu på riksdagen i Lublin i juni-juli 1703 samla polackerna omkring sig, samt tillförsäkrade sig i oktober genom ett nytt förbundsfördrag med tsar Peter starkt stöd av ryska trupper i Polen. Riksdagen i Lublin ökade dock den polska oredan genom att Storpolens ombud blev uteslutna, under förevändning att deras land var i svenskarnas händer.

## Stanislaw Leszczynski
Vojvoden av Posen, Stanislaw Leszczynski, organiserade då i protest mot detta en storpolsk konfederation. Denna vann småningom växande anslutning, inte minst inför den hotande faran av rysk inblandning. De svenska vapnens tydliga övervikt förmådde konfederationen i Storpolen att söka beskydd av Karl XII, som under vintern 1704 hade vinterkvarter vid Heilsberg i Ermland. Även kardinal Radziejowski, som tidigare hade försökt hålla sig mellan partierna för att själv kunna härska, fann sig nu nödgad att vända sig till svenskarna.
En generalkonfederation i Warszawa i januari-februari 1704 förklarade nu kung August avsatt från den polska tronen, och man förberedde ett nytt kungaval. Innan detta kom till stånd, lyckades dock August i Schlesien tillfångata den farligaste tronkandidaten, prins Jakob Sobieski, son till Augusts företrädare på den polska tronen, Johan III Sobieski. August höll Jakob Sobieski och dennes bror Konstantin Sobieski ända till freden i Altranstädt 1706. (Jakob Sobieski försökte långt senare, senast 1718, få sin äldsta dotter Kasimira gift med Karl XII.) Trots detta och trots att Augusts anhängare anordnade en motsatt generalkonfederation i Sandomierz, kunde en valriksdag till hållas i Warszawa i juni-juli 1704, och under skydd av de svenska vapen kunde Stanislaw Leszczynski den 2 juli 1704 utropas till Polens kung under namnet Stanislaw I Leszczynski. Till att detta kunde genomföras bidrog kraftigt den diplomati som Arvid Horn bedrev.
Karl XII beslöt sig nu för att rikta ett slag mot de trakter där August hade sitt starkaste stöd, nämligen Lillpolen,(Galizien). Medan Karl XII där stormade Lemberg (nuvarande Lviv i västra Ukraina), skyndade sig August mot norr, förenade sig med sina från Sachsen under Matthias von der Schulenburgs befäl komna trupper samt bemäktigade sig det nästan värnlösa Warszawa, där Arvid Horn blev tillfångatagen. Inför Karl XII:s hotande anmarsch gick August mot väster, med tanken att Schulenburg skulle återföra huvudstyrkan till Sachsen, under det att August med kavalleriet gick mot trakten av Krakow för att locka svenskarna efter sig. Karl XII lät dock inte vilseleda sig av detta, utan satte istället efter Schulenburg. Efter en stark marschprestation med väldiga dagsmarscher (500 km på nio dygn), hann de svenska trupperna upp den retirerande Schulenburg vid Punitz, nära gränsen till Schlesien, och tvingade dem till slaget vid Punitz den 28 oktober 1704. Med 3 000 ryttare anföll och sprängde Karl XII den sachsiska häravdelningen. Sachsarna led betydande förluster, men besegrades inte fullständigt.
Under år 1705 växte anslutningen i Polen till kung Stanislaws sida, och den nye kungens kröning kunde fullbordas i september, varefter freden mellan Sverige och Polen kom till stånd i Warszawa den 18 november. I freden tillförsäkrade sig Karl XII Polens stöd i kriget mot Ryssland och utverkade religionsfrihet åt de polska protestanterna.

### Uppgörelsen i Sachsen
När stridigheterna mellan Sverige och Polen hade ordnats upp återstod för Karl XII att trygga den nya ordningen i Polen mot omstörtningsförsök från den sachsiska sidan och från August den starkes allierade tsar Peter. Under de gångna åren hade Peter varit ivrigt sysselsatt att rekonstruera sin vid Narva så illa medfarna armé. Hans i antal överlägsna stridskrafter hade med framgång opererat mot östersjöprovinsernas fåtaliga försvarare. Efter Wolmar Anton von Schlippenbachs nederlag i slaget vid Erastfer den 30 december 1701 och slaget vid Hummelshof den 19 juli 1702 hade ryssarna i oktober 1702 tagit Nöteborg och i april 1703 även Nyenskans, samt vid mynningen av floden Neva börjat grundläggandet av Sankt Petersburg som en blivande örlogshamn. Under juli och augusti 1704 hade dessutom Dorpat och Narva fallit. Däremot hade ryssarnas försök att driva ut svenskarna ur Kurland, och därigenom klippa av den direkta förbindelsen mellan östersjöprovinserna och den polska krigsskådeplatsen, stoppats av Adam Ludwig Lewenhaupts metodiska krigskonst, med segrar i slaget vid Jakobstadt den 26 juli 1704 och slaget vid Gemauerthof den 16 juli 1705.
För att nödtorftigt trygga sina framgångar var Peter ytterst ivrig att stärka Augusts parti i Polen. Han hade därför sänt dit betydande trupper, och på senhösten 1705 sammanträffade han själv med August i Grodno (beläget i nuvarande västra Vitryssland) för att avtala om vilka åtgärder som närmast skulle göras. Medan Carl Gustaf Rehnskiöld bevakade Västpolen gick Karl XII vid nyårstiden 1706 i ilmarscher mot Grodno, där August ännu befann sig tillsammans med en rysk kår under befäl av fältmarskalk Georg Benedict Ogilvy. August lyckades med en kavalleristyrka komma ut ur den av Karl XII inneslutna staden och skyndade därefter åt väster för att falla Rehnsköld i ryggen, samtidigt som denne anfölls av den genom Schlesien med en sachsisk-rysk armé marscherande Matthias von der Schulenburg. Genom sin oförskräckta offensiv tvingade emellertid Rehnsköld den sistnämnde till slaget vid Fraustadt den 3 februari 1706. Slaget, som bara varade i knappt två timmar, blev en stor svensk seger, och den sachsisk-ryska armén närmast förintades. Av 18 000 man förlorade Schulenburg 8 000 man i stupade och 7 600 som fångar, medan av Rehnskiölds 10 200 man endast 424 stupade.

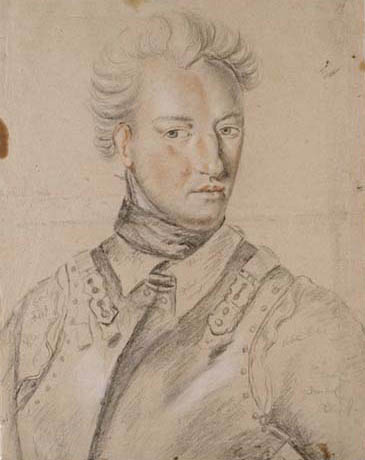
Karl XII i Altranstädt 1706-07, teckning av Johan David Swartz

I och med den svenska segern i slaget vid Fraustadt var faran från Sachsen avvärjd. Under tiden smälte de vid Grodno belägrade ryssarna snabbt samman genom brist på förnödenheter. I slutet av mars beslöt Ogilvy att försöka undkomma mot söder. Gynnad av isgången i Njemen vann han några dagars försprång och förföljd av Karl XII lyckades han ändå rädda sig genom en flykt över staden Pinsk i Poljesien till trakten av Kiev. Då vårens inbrott gjorde vägarna i dessa kärrmarker ofarbara, stannade Karl XII vid Pinsk i april för att i juni gå mot söder till Lutsk, varifrån han återvände västerut.
Sjömakternas betänkligheter mot ett svenskt anfall på Sachsen var nu efter fransmännens nederlag 1704 och Bayerns erövring av de allierade i allt väsentligt övervunna. I augusti 1706 gick Karl XII sålunda med sin armé genom Schlesien in i Sachsen och framtvingade freden i Altranstädt den 14 september 1706, i vilken August avstod från den polska tronen och erkände den nya ordningen i Polen. Den svenska huvudhären förlades under vintern i Sachsen, och till dess underhåll tog man ut betydande krigsskatter av de sachsiska ständerna.
Karl XII:s högkvarter i Sachsen blev nu för en tid en av den europeiska storpolitikens brännpunkter. Hans segerrykte och hans slagfärdiga armé gjorde honom fruktad och eftertraktad. Preussen, som både eftertraktade Pommern och måste tänka på Ostpreussen och sin nyvunna kungakrona, hade fört en rätt tvetungad politik. Nu valde man dock att sluta en ny allians med Sverige, vilket officiellt skedde i augusti 1707. Ludvig XIV av Frankrike, som ansattes allt hårdare av sina fiender, försökte få Karl XII att inträda på sin sida i det spanska tronföljdskriget. Utsikter för detta tycktes finnas, eftersom allvarliga stridigheter hade uppkommit mellan den svenske konungen och den tysk-romerske kejsaren på grund av den senares partiska gynnande av de sachsiska truppförflyttningarna till Polen och hans medverkan att undan svenskarnas förföljelse rädda en till Sachsen flyktad rysk hjälpkår. Läget för Frankrikes fiender såg så allvarligt ut att hertigen av Marlborough, John Churchill Marlborough, fann sig föranlåten att själv besöka Karl XII i Altranstädt. Sedan den engelske härföraren och statsmannen vid detta besök övertygat sig om att Karl XII inte hade några avsikter att gå Frankrikes ärenden, medverkade sjömakterna genom sina diplomatiska framställningar i Wien till en uppgörelse med kejsaren. Fördraget mellan honom och Karl XII, undertecknat den 22 augusti 1707 gav den senare önskad upprättelse. Den eftergift som kejsaren här måste göra till förmån för lutheranerna i Schlesien innebar att dessa återfick sina rättigheter från den westfaliska freden. Detta innebar också en betydelsefull signal åt Österrikes övriga evangeliska undersåtar, särskilt de i Ungern, om var dessa vid trångmål kunde förvänta hjälp. Så nödgade också kejsaren indirekt att omsorgsfullt undvika nya utmanande steg mot den svenske kungen.
Genom freden i Altranstädt så tilltvingade sig Karl XII fred med Sachsen, August IIs slutgiltiga accepterande av Stanislav som polsk regent samt ett överlämnande av förrädaren Johann Patkul (vilken avrättades på ett mycket brutalt sätt). Året därpå så blåste det ryska fälttåget igång.

## Lista över fältslag och belägringar
| Slag under det polska fälttåget | Slag under det polska fälttåget | Slag under det polska fälttåget | Slag under det polska fälttåget | Slag under det polska fälttåget | Slag under det polska fälttåget            | Slag under det polska fälttåget |
| Slag                            | Datum                           | Svenskarnas antal               | Allierades antal                | Svenska förluster               | Allierade förluster                        | Resultat                        |
| ------------------------------- | ------------------------------- | ------------------------------- | ------------------------------- | ------------------------------- | ------------------------------------------ | ------------------------------- |
| Slaget vid Düna                 | 9 juli 1701                     | 7 000                           | 20 000                          | 100 döda 400 sårade             | 1 300 döda 700 tillfångatagna              | Svensk seger                    |
| Slaget vid Dersunisjki          | 16 mars 1702                    | 240                             | 6 000                           | 145                             | Okänt                                      | Allierad seger                  |
| Slaget vid Kliszów              | 8 juli 1702                     | 12 000                          | 24 000                          | 300 döda 800 sårade             | 1 800 döda 900 sårade 1 700 tillfångatagna | Svensk seger                    |
| Stormningen av Kraków           | 1 augusti 1702                  | Okänt                           | Okänt                           | Okänt                           | Okänt                                      | Svensk seger                    |
| Slaget vid Pułtusk              | 21 april 1703                   | 3 000                           | 3 500                           | 20 döda 20 sårade               | 400 döda 800 sårade                        | Svensk seger                    |
| Belägringen av Thorn            | 26 maj till 14 oktober 1703     | 26 000                          | 6 000                           | 50 döda                         | 1 000 döda 4 860 tillfångatagna            | Svensk seger                    |
| Slaget vid Posen                | 9 augusti 1704                  | 2 300                           | 6 000                           | 388                             | 600                                        | Svensk seger                    |
| Stormningen av Lemberg          | 28 augusti 1704                 | 3 000                           | Okänt                           | 30 döda                         | Okänt                                      | Svensk seger                    |
| Belägringen av Warszawa         | September 1704                  | 7 500                           | 20 000                          | 1 500 tillfångatagna            | Okänt                                      | Allierad seger                  |
| Slaget vid Punitz               | 28 oktober 1704                 | 5 200                           | 4 100                           | 130 döda 100 sårade             | 300 döda 200 tillfångatagna                | Svensk seger                    |
| Slaget vid Oderbeltsch          | 30 oktober 1704                 | Okänt                           | 1 200                           | Okänt                           | 1 200                                      | Svensk seger                    |
| Slaget vid Tillendorf           | 30 oktober 1704                 | 1 500                           | 600                             | Okänt                           | 500 döda 19 tillfångatagna                 | Svensk seger                    |
| Slaget vid Rakowitz             | 21 juli 1705                    | 2 000                           | 9 500                           | 150 döda 150 sårade             | 1 000                                      | Svensk seger                    |
| Slaget vid Praga                | 15 oktober 1705                 | 1 510                           | 5 000                           | 150                             | 250                                        | Svensk seger                    |
| Slaget vid Alytus               | 30 januari 1706                 | Okänt                           | 3 000                           | Okänt                           | Okänt                                      | Svensk seger                    |
| Slaget vid Fraustadt            | 3 februari 1706                 | 9 400                           | 20 000                          | 452 döda 1 077 sårade           | 7 377 döda 7 300 tillfångatagna            | Svensk seger                    |
| Slaget vid Kalisch              | 19 oktober 1706                 | 14 000                          | 30 000                          | 2 000 döda 2 900 tillfångatagna | 1 300 döda 1 600 sårade                    | Allierad seger                  |